# Canadian Shores
Canadian Shores es un lugar designado por el censo ubicado en el condado de Pittsburg en el estado estadounidense de Oklahoma. En el Censo de 2020 tenía una población de 233 habitantes y una densidad poblacional de 72,81 habitantes por km². Fue incluido como CDP en el censo de 2020.

## Geografía
Canadian Shores se encuentra ubicado en las coordenadas 35°10′27″N 95°44′33″O / 35.17417, -95.74250.Según la Oficina del Censo de los Estados Unidos,  tiene una superficie total de 3,20 km², de la cual 2,73 km² corresponden a tierra firme y 0,47 km² a agua.